# BitLocker
BitLocker Drive Encryption — проприетарная технология шифрования дисков, являющаяся частью операционных систем: 
- Microsoft Windows Vista Максимальная/Корпоративная;
- Windows 7 Максимальная/Корпоративная;
- Windows Server 2008 R2;
- Windows 8 Профессиональная/Корпоративная;
- Windows 8.1 Профессиональная/Корпоративная;
- Windows 10 Профессиональная/для образовательных учреждений/Корпоративная;
- Windows 11 Профессиональная/для образовательных учреждений/Корпоративная.

BitLocker позволяет защищать данные путём полного шифрования диска(ов) (логических, с Windows 7 — и карт SD и USB-флешек) (в терминологии Microsoft — тома(ов)).
Поддерживаются следующие алгоритмы шифрования:
- AES 128
- AES 128 c Elephant diffuser (используется по умолчанию)
- AES 256
- AES 256 c Elephant diffuser

Сам ключ может храниться в TPM или на USB-устройстве, либо же на компьютере.
В случае с TPM при загрузке компьютера ключ может быть получен из него сразу, либо только после аутентификации с помощью USB-ключа или ввода PIN-кода пользователем.
Таким образом, возможны следующие комбинации для доступа:
- TPM
- TPM + PIN
- TPM + PIN + USB-ключ
- TPM + USB-ключ
- USB-ключ (данный режим требует активации через групповые политики)
- Пароль (данный режим доступен начиная с Windows 8, а также требует активации через групповые политики)

## Принципы работы
BitLocker шифрует логический диск , а не физический диск.
Логический диск может занимать часть диска, а может включать в себя массив из нескольких дисков.
Для работы BitLocker’у в случае шифрования системного диска потребуется два NTFS-[логических диска], один для ОС и один для загрузочной части.
Последний должен быть не менее 1,5 Гб, и не быть зашифрован.
Начиная с Windows Vista SP1 появилась возможность шифровать несистемные логические диски. После создания разделов необходимо инициализировать TPM-модуль в ПК, где он есть, и активировать BitLocker.
В Windows 7 появился BitLocker To Go, позволяющий шифровать сменные носители, а также снижены требования для загрузочной части, для неё достаточно 100 Мб.
При установке Windows 7 на пустой диск загрузочный раздел создаётся автоматически.

## Механизмы расшифровки и их уязвимости
Существует три механизма проверки подлинности, которые можно использовать для реализации Bitlocker-шифрования:
- Прозрачный режим работы. Этот режим использует возможности аппаратного обеспечения Trusted Platform Module для предоставления прозрачной работы пользователей. Пользователи входят на компьютер с операционной системой Windows в обычном режиме. Ключ, используемый для шифрования диска, закодирован в чип TPM и может быть выдан только в коде загрузчика ОС (если загрузочные файлы показываются как неизменённые). Этот режим уязвим для нападения при холодной загрузке, так как позволяет злоумышленнику выключить компьютер и загрузиться.
- Режим проверки подлинности пользователя. Этот режим предполагает, что пользователь прошёл некоторую аутентификацию в предзагрузочной среде в виде предварительного ввода PIN-кода. Этот режим уязвим для буткит-атак.
- Режим USB-ключа. Для возможности загрузки в защищённую операционную систему пользователь должен вставить в компьютер устройство USB, которое содержит ключ запуска. Обратите внимание, что для этого режима необходимо, чтобы BIOS на компьютере поддерживал чтение устройств USB в загрузочной среде. Этот режим также уязвим для буткит-атак.

## Использование в других операционных системах
Существует неофициальная утилита dislocker для операционных систем GNU/Linux и macOS, которая представляет собой инструмент для чтения и записи логических дисков, зашифрованных через BitLocker.
Для предоставления доступа к зашифрованному логическому диску утилита dislocker использует FUSE-драйвер, а создавать новые зашифрованные логические диски данная утилита не умеет.